# Zelleria restrictellus
Zelleria restrictellus is een vlinder uit de familie van de stippelmotten (Yponomeutidae). De wetenschappelijke naam van de soort werd in 1915 gepubliceerd door Pierre Chrétien.